# Sachsen (Leutershausen)

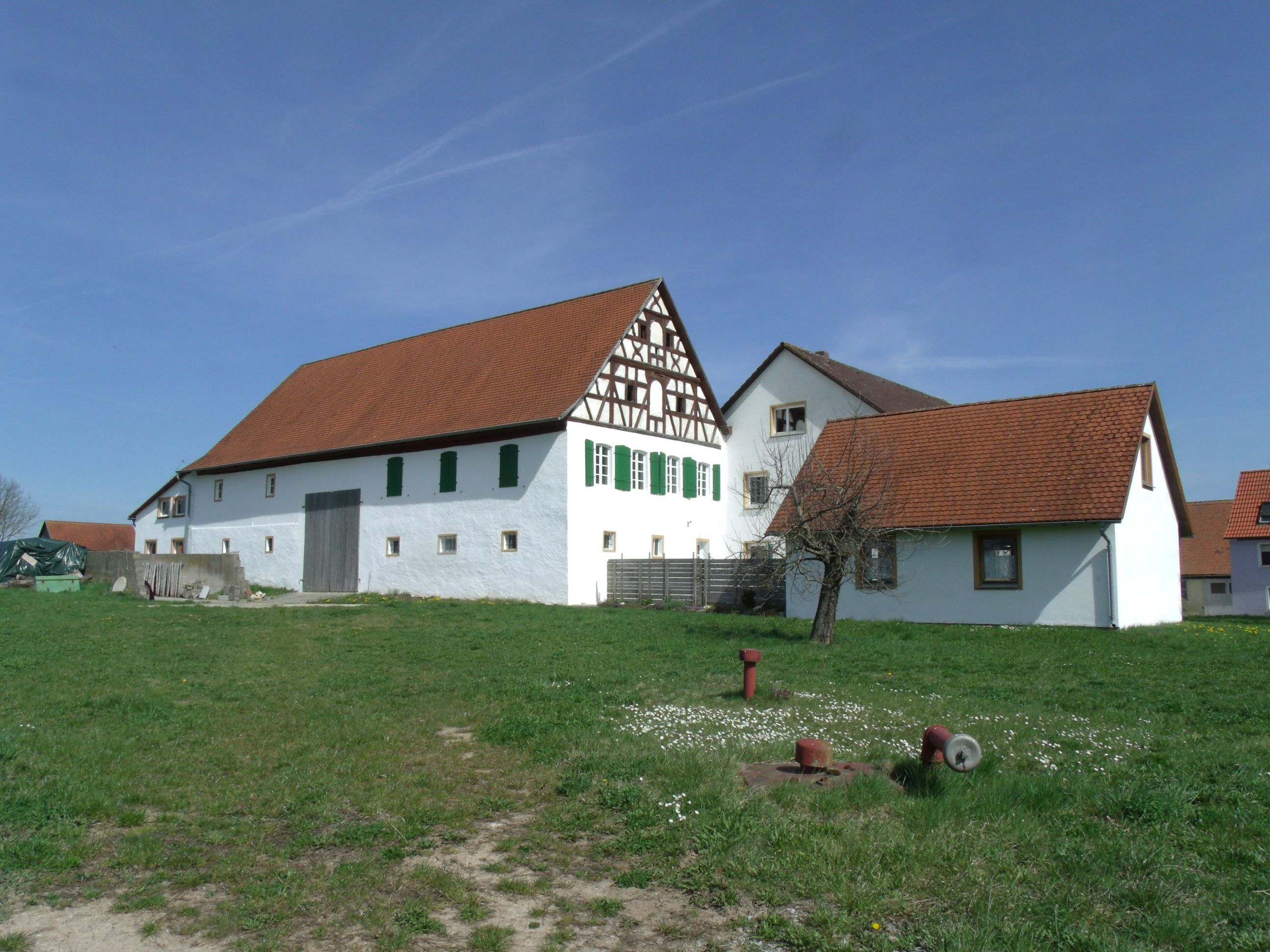
Ehemaliges Brauereianwesen

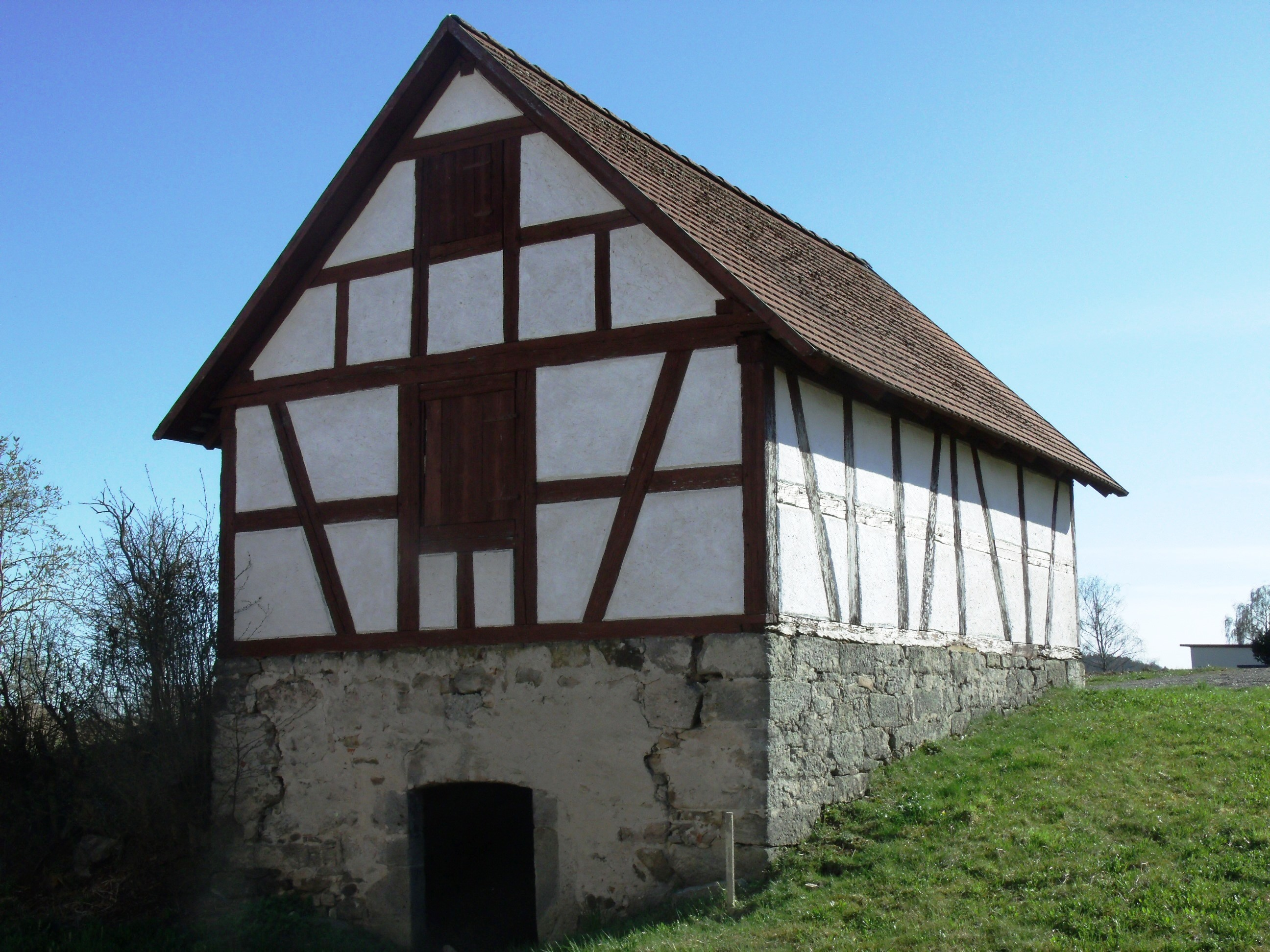
Kellerhaus der ehemaligen Brauerei

Sachsen ([ˈzaksn̩] , fränkisch: Saksn) ist ein Gemeindeteil der Stadt Leutershausen im Landkreis Ansbach (Mittelfranken, Bayern). Sachsen liegt in der Gemarkung Erlbach.

## Geografie
Östlich des Dorfes fließt die Altmühl. Einen Kilometer südwestlich des Ortes gibt es eine Moto-Cross-Strecke. Die Kreisstraße AN 3 führt nach Büchelberg (3 km südlich) bzw. zur Staatsstraße 2246 bei Leutershausen (0,6 km nördlich). Die Kreisstraße AN 4 führt nach Erlbach (2,2 km südwestlich). Eine Gemeindeverbindungsstraße führt nach Görchsheim (1,8 km südöstlich). 0,3 km südwestlich der Altmühlbrücke steht eine Linde, die als Naturdenkmal ausgezeichnet ist.

## Ortsnamendeutung
Der Ortsname wird gedeutet als Siedlung „zu den Sachsen“.

## Geschichte
Unter Karl dem Großen wurden in drei Schüben Sachsen zwangsumgesiedelt. Der dritte Schub, 804 war der größte, und bei diesem dürfte der Ort Sachsen bei dem bereits bestehenden Leutershausen entstanden sein. 1289 wurde der Ort erstmals urkundlich erwähnt: Im ältesten Rothenburger Ächtbuch findet sich eine Klage gegen drei Leute aus dem Dorf wegen nicht eingelöster Bürgschaften; eine weitere Klage gegen Leute aus Sachsen wurde 1304 erhoben. 1349 ist ein Fritz Schade von Sachsen bei Leutershausen als Ministerialer genannt, der als Gerichtsschöffe in Leutershausen mitwirkte und in Sachsen seinen Adelssitz hatte. 1376 ist ein Konrad Schade von Sachsen genannt. 1382 war der Gotteshausmeister zu Leutershausen im Besitz der „Königswiese“ bei Sachsen. 1387 siegelte ein Johann von Thann zu Sachsen. Ein 1395 genannter Heinrich Deuerlein zu Sachsen war wohl ein aus der bäuerlichen Elite aufgestiegener Niederadeliger, der in Sachsen eine „Behausung“, ein befestigtes Haus hatte. Dieses erwarb der Eichstätter Marschall Hans Feldbrecher zu Sachsen. Von Jörg Feldbrecher ging das Haus Sachsen an Conz Hayd über, dessen Witwe den Besitz an Heinz Weylerspacher veräußerte. Um 1400 besaß der Burggraf von Nürnberg ein Lehen, das um diese Zeit gegen Zinsen ausgegeben wurde. Ein Lehensnehmer war Peter Schad; 1419 sind die Schade zu Sachsen das letzte Mal genannt. Weitere burggräfliche Lehen in Sachsen besaßen die Schenken von Leutershausen und – 1405 – Stephan Thanner.
1445 hatte die Familie Seckendorff Lehenbesitz in Sachsen, eine Hofstatt mit Burgwall, erworben von Fritz Stettner. In der Folge verkauften und kauften die Herren von Seckendorff zu Jochsberg mehrmals ihr Gut in Sachsen. 1470 und 1498 wird ein Sigmund von Hoppingen zu Sachsen bei Leutershausen genannt, der mit der 1405 zum letzten Mal genannten Adelsfamilie Braun von Birkenfels zu Wiedersbach (und Lehrberg) in Zusammenhang zu sehen ist. 1475 wird ein Junker Sigmund von Heßberg zu Sachsen genannt. Für 1525 gibt es eine Übersicht über die Grundherrschaften in Sachsen: Neun Güter waren markgräflich, vier gehörten der Pfarrei zu Leutershausen, fünf dem Gotteshaus zu Leutershausen, vier der Stadt Leutershausen, sechs den Wolmershausener zu Burlewagen bei Crailsheim, drei dem Haus Seckendorff, eines dem Stettner, eines dem Ansbacher Stift und eines der „Lehrbergerin“.
Im Jahr 1600 wurden für Sachsen 32 Mannschaften verzeichnet. 21 unterstanden dem Amt Leutershausen, sieben dem Amt Colmberg, einer dem Stiftamt Colmberg und drei dem seckendorffschen Rittergut Rauenbuch; letztere kaufte der Markgraf Georg Friedrich 1594 vom seckendorffschen Erben Endres Fuchs von Bimbach zu Möhren und unterstellte sie seinem Klosterverwalteramt Sulz. 1681 umfasste Sachsen 36 Mannschaften; sechs von ihnen, Besitz des Ansbacher Leibarztes Johann Bernhard Ayrer, gelangten 1690 an den Markgrafen. Auch wenn die aus markgräflicher Sicht Besitzer von „fremden“ Untertanen in Sachsen inner Etters die Vogtei und andere Rechte über ihre jeweiligen Untertanen ausübten, stand die Fraisch nur dem Markgrafen zu. In der Vetterschen Oberamtsbeschreibung von 1732 wurden für Sachsen 32 Ansbacher Untertansfamilien angegeben, die allesamt ansbachisch waren:
- Kastenamt Colmberg (7 Untertanen),
- Klosteramt Sulz (3 Untertanen),
- Stiftsamt Ansbach 1 Untertan,
- Stadtvogteiamt Leutershausen (21 Untertanen, davon 7 der Kirchenpflege Leutershausen zins- und gültpflichtig).

Außerdem gab es vier öde Hofstätten und ein gemeindliches Hirtenhaus. Alle Rechte lagen beim Vogtamt Leutershausen. Gegen Ende des Alten Reiches, um 1800, bestand Sachsen weiterhin aus den 32 markgräflichen, auf mehrere Ämter verteilten Gütern und einem gemeindlichen Hirtenhaus. Von 1797 bis 1808 unterstand der Ort dem Justizamt Leutershausen und Kammeramt Colmberg.
Im Rahmen des Gemeindeedikts wurde Sachsen dem 1808 gebildeten Steuerdistrikt Jochsberg und der 1810 gegründeten Ruralgemeinde Erlbach zugewiesen.
Der Ort gehörte gemäß einer Auflistung von 1830 zu einem „die Brünst“ oder „die Brunst“ genannten, seit dem Mittelalter stellenweise gerodeten umfangreichen Waldgebiet zwischen Leutershausen und Kloster Sulz mit dem Hauptort Brunst. Die Brünst war für ihre gute Rinderviehzucht bekannt; ihre 22 Dörfer galten als reich. 1873 wurden in Sachsen 167 Stück Rindvieh und damit ein gutes Drittel des Rindviehbestandes der Gemeinde Erlbach gehalten.
Am 1. Januar 1972 wurde Sachsen im Zuge der Gebietsreform in Bayern nach Leutershausen eingemeindet.

### Baudenkmal
- Haus Nr. 34/Oberer Weiher 21: Ehemaliges Brauhaus, zweigeschossiger Satteldachbau des 18. Jahrhunderts mit Krüppelwalm; Nebengebäude mit Fachwerkgiebel wohl noch aus dem 17. Jahrhundert[27][28]

### Einwohnerentwicklung
| Jahr      | 001818 | 001840 | 001861 | 001871 | 001885 | 001900 | 001925 | 001950 | 001961 | 001970 | 001987 |
| Einwohner | 142    | 154    | 169    | 176    | 155    | 149    | 166    | 233    | 140    | 156    | 151    |
| Häuser    | 36     | 35     |        |        | 35     | 35     | 32     | 33     | 35     |        | 36     |
| Quelle    | [ 30 ] | [ 31 ] | [ 32 ] | [ 24 ] | [ 33 ] | [ 34 ] | [ 35 ] | [ 36 ] | [ 37 ] | [ 38 ] | [ 1 ]  |

## Religion
Sachsen war schon ursprünglich nach St. Peter (Leutershausen) gepfarrt, das seit der Reformation protestantisch ist. Die Einwohner römisch-katholischer Konfession sind nach Kreuzerhöhung (Schillingsfürst) gepfarrt.